# Крістінн Оскар Гаральдсон
Крістінн Оскар Боріс Гаральдсон (ісл. Kristinn Óskar Boris Haraldsson, нар. 16 березня 1980, Рейк'явік, Ісландія) — ісландський стронгмен, кількаразовий переможець змагання Найсильніша Людина Ісландії. Окрім цього тричі брав участь у змаганні за звання Найсильнішої Людини Світу однак жодного разу не пройшов далі відбіркового туру.

## Життєпис
Борис Гаральдсон народився 16 березня 1980 року в місті Рейк'явік, Ісландія. У віці 21 року посів третє місце у змаганні Найсильніша Людина Ісландії. Не зважаючи на те що з 2002 по 2004 роки він не виступав у 2005 році він посів перше місце в національному змаганні. Це досягнення дало йому змогу проходити відбіркові тури до змагання Найсильніша Людина Світу однак він не зміг кваліфікуватися. У 2008 році, після того як він вчетверте переміг у національному чемпіонаті Гаральдсон отримав змогу вкотре проходити кваліфікацію (попередні три рази він її не пройшов). Однак через харчове отруєння він пропустив кваліфікації а через операцію на коліні не виступав до кінця року. Має двох дітей: доньку Ельву (народилася у 1998) та сина - Крістіана (народився у 2004).